# Turc otomà
El turc otomà (en turc otomà لسان عثمانى, Lisân-ı Osmânî; en turc (modern), Osmanlı Türkçesi o Osmanlıca) és la variant del turc utilitzada com a idioma administratiu i literari de l'Imperi Otomà. Contenia nombrosos manlleus de l'àrab i del persa, i en conseqüència era de difícil comprensió per als no lletrats. Tot i així, va exercir una notable influència sobre el turc parlat. S'escrivia amb l'alfabet turc otomà, una versió adaptada dels alfabets àrab i persa.